# 2000 год в телевидении
Список 2000 год в телевидении описывает события в мире телевидения, произошедшие в 2000 году.

## События

### Январь
- 3 января — Смена логотипа украинского телеканала «Тонис».
- 7 января — Повторная смена графического оформления «РТР».
- 17 января — Повторная смена графического оформления на «REN-TV».
- 19 января — Телеканал «ТНТ» в Перми создал официальное вещание.
- 24 января 
  - Повторная смена графического оформления «ОРТ»;
  - На «ОРТ» состоялась премьера мультипликационного сериала «Экстремальные охотники за привидениями»;
  - Смена графического оформления на телеканале «Московия».
- 31 января — Олег Добродеев покинул телекомпанию НТВ и стал председателем Всероссийской государственной телевизионной и радиовещательной компании (ВГТРК)[1].

#### Без точной даты
- На платформе «НТВ-Плюс» началось вещание телеканалов Discovery-Adventure (в настоящее время — TLC), Sci-Trek (в настоящее время — Science Channel) и Civilization (в настоящее время — Discovery World) на русском и английском языках[2].
- В течение января 2000 года почти во всех программах сменилась основная открывающая заставка телекомпании ВИD: новая заставка содержала небольшое изображение маски на черном фоне с желтой полосой. Старая заставка с большой маской на черном фоне эпизодически использовалась в первой половине года в качестве открывающей (в начале передач) и до октября 2002 года в качестве закрывающей (в конце передач).

### Февраль
- 6 февраля — Начало вещания курганского телеканала «Регион-45».
- 7 февраля — Смена графического оформления на телеканале «Культура».
- 14 февраля — Глобальное обновление «Муз-ТВ». Полностью обновляется графическое оформление, появляются новые передачи и виджеи, телеканал перешёл на круглосуточное вещание на всей сети распространения сигнала. Оформление было удостоено премии в области телевещания «ТЭФИ»[3][4].
- 21 февраля — Смена графического оформления на «РТР».

#### Без точной даты
- Борьба за лицензии телекомпаний ОРТ и ТВЦ. Их частоты были выставлены на конкурс по причине истечения срока действия старых. Конкурентом ОРТ стала телекомпания «РТР-Сигнал», конкурентами ТВЦ были телекомпании ВИD, АТВ, ТНТ, «Московия» и REN-TV (впоследствии отозвала свою заявку)[5][6].

### Март
- 1 марта — Спустя 3 года на «РТР» возвращаются трансляции чемпионата мира по автогонкам в классе «Формула-1»[7]. На телеканал вместе с Олегом Добродеевым переходят некоторые бывшие сотрудники «НТВ», среди которых были Елена Масюк, Аркадий Мамонтов, Евгений Ревенко, Юлия Ракчеева и Михаил Антонов[8].
- 4 марта — В эфире «ОРТ» вышел последний выпуск ток-шоу «Тема».
- 6 марта — Смена графического оформления на «ТВ-6».
- 13 марта — На «ОРТ» состоялась премьера детективного телесериала «Убойная сила».

### Апрель
- 1 апреля 
  - В связи с пятилетием со дня первого выхода в эфир «ОРТ» в течение недели на телеканале показывались старые заставки, а также лучшие выпуски передач телеканала прошлых лет;
  - Смена логотипа нижегородского телеканала «Диалог»;
  - Смена логотипа и графического оформления украинского телеканала «СТБ».
- 17 апреля — Начало вещания телеканала «Детский проект», впоследствии переименованного в телеканал «7ТВ». Его вещание продлилось в тестовом режиме с апреля по август 2000 года, до пожара на Останкинской телебашне. Телеканал вернулся в эфир с 12 января 2001 года[9].
- 20 апреля — Смена логотипа польского телеканала «TVP2».
- 25 апреля — Закрытие ярославского телеканала «Центр-ТВ» из-за долгов и банкротства.

### Май
- 19 мая — ЗАО «Сеть телевизионных станций» зарегистрировал товарный знак «СТС».
- 29 мая — Смена графического оформления на «РТР».

#### Без точной даты
- «ОРТ» и «ТВЦ» выигрывают конкурсы на право вещания на своих частотах. Эфир был сохранён на пять лет[10].

### Июнь
- 1 июня
  - Начало вещания украинского музыкального телеканала «RU Music».
  - Начало вещания болгарского телеканала «bTV».
  - Смена логотипа екатеринбургского телеканала «АТН», он стоял слева по центру.
- 5 июня
  - Переименование телеканала в Абакане и Минусинске «МСВ» в «М-23»;
  - Начало вещания воронежского «25 канала».
- 29 июня — Последний эфир программы «Сегоднячко» на «НТВ».

#### Без точной даты
- Начало конфликта вокруг журналистского коллектива телекомпании НТВ и других медийных активов «Медиа-Моста». 14 июня был арестован известный российский бизнесмен, руководитель холдинга «Медиа-Мост» Владимир Гусинский по обвинению в «хищении чужого имущества в крупном размере группой лиц путём обмана и злоупотребления доверием, с использованием служебного положения, мошенничестве». Он был доставлен в Москву и помещён в следственный изолятор «Бутырская тюрьма».

### Июль
- 31 июля 
  - Начало вещания якутского телеканала «СТС-Хоту»;
  - На «НТВ» вышел первый выпуск сатирической телепередачи «Тушите свет». Её ведущие — виртуальные персонажи Хрюн Моржов и Степан Капуста (являющиеся повзрослевшими Хрюшей и Степашкой из передачи «Спокойной ночи, малыши!»), а также Лев Новожёнов (в дальнейшем «реальный» ведущий стал меняться от выпуска к выпуску) в сатирической форме обсуждают политические и бытовые проблемы[11][12].

### Август
- 4 августа — На «РТР» показана последняя серия аргентинского телесериала «Дикий ангел».
- 27 августа — Пожар на Останкинской телебашне в Москве, прервавший полноценное вещание всех российских метровых и дециметровых каналов. К вечеру в эфире остались только два телеканала — кабельный московский канал «Столица» и «ТНТ», осуществлявший вещание с Октябрьского Поля. Только к сентябрю 2001 года телевещание в Москве и Московской области полностью нормализовалось[13][14].

### Сентябрь
- 1 сентября 
  - Начало вещания телеканала «Eurosport News»[15];
  - Начало вещания азербайджанского телеканала «Lider TV[азерб.]»[16].
- 2 сентября — Последний выход в эфире «Авторской программы Сергея Доренко» на «ОРТ»[17]. Спустя год программа ненадолго вернётся в эфир на «Третьем канале» (ТРВК «Московия»), но вскоре также будет закрыта в силу разных обстоятельств[18].
- 4 сентября 
  - Программа «Сегоднячко» переехала на «ТНТ»;
  - Смена графического оформления на «REN-TV».
- 11 сентября — Начало вещания курского телеканала «ТВ-6 Курск».
- 15 сентября — Перезапуск телеканала «CCTV News». Основная задача перезапуска — привлечение аудитории и набор новых программ.
- 18 сентября — Смена логотипа и графического оформления украинского телеканала «ICTV».
- 25 сентября 
  - В 18:00 МСК сменился логотип «ТВЦ» где три полоски с разными оттенками синего цвета сменились головоломкой из трёх букв ТВЦ синего цвета. Одновременно телеканал запустил в эфир большое количество новых телевизионных передач, преимущественно телеигр[19];
  - Смена логотипа нижегородского телеканала «ННТВ»;
  - Начало вещания тюменского телеканала «ТВГ».

#### Без точной даты
- В начале месяца в Москве из-за пожара на Останкинской телебашне проводится совместное вещание телеканалов: «ОРТ» и «РТР», а также «НТВ» и «Культура»[20][21]. На таких телеканалах транслировались передачи и одного, и другого канала. Телеканал «Детский проект» отдаёт свой передатчик в пользование телеканалу «Культура», «ТНТ» передаёт часть своего эфирного времени для телевещания программы «Сегодня» на «НТВ».
- В течение месяца произошло изменение руководящего состава в Дирекции информационных программ «ОРТ», которое было вызвано неоднозначным освещением на телеканале трагедии АПЛ «Курск». Директором Дирекции информационных программ стал Сергей Горячев, бывший зампредседателя ВГТРК[22].

### Октябрь
- 1 октября — Смена логотипа и графического оформления на «ОРТ». Новый логотип — единичка белого цвета, опора которой делилась на две неравные части. В дальнейшем прозрачность логотипа в углу экрана увеличилась на 85 %. В это же время телеканал кардинально сменил программное наполнение и графическое межпрограммное оформление[23][24].
- 21 октября — Церемония вручения телевизионной премии «ТЭФИ—2000».

### Ноябрь
- 13 ноября — На «РТР» вышла познавательно-развлекательная детская передача «Телепузики».

### Декабрь
- 1 декабря 
  - Начало вещания челябинского «31 канала»;
  - Смена логотипа и графического оформления украинского телеканала «ТЕТ»;
- 4 декабря 
  - Начало вещания в Нижнем Новгороде телеканала «ТНТ-Нижний Новгород».
  - Смена логотипа и графического оформления украинского телеканала «Интер», у логотипа белая буква «i».
- 10 декабря — На «РТР» состоялась премьера фильма Алексея Балабанова «Брат 2».
- 13 декабря — Начало вещания хабаровского телеканала «Даль-ТВ».
- 18 декабря — На «ОРТ» состоялась премьера анимационного мультсериала «Покемон».
- 19 декабря — Начало вещания французского телеканала «TF6».
- 25 декабря — Начало вещания азербайджанского телеканала «Azad Azərbaycan TV[азерб.]»[25].
- 29 декабря — Первый логотип не исчез во время передачи на американском телеканале «ABC».
- 30 декабря — Последний эфир телеигры «Что? Где? Когда?» с участием Владимира Ворошилова.

## Без точных дат
- В течение года большую популярность набирает российская телеигра «О, счастливчик!», которая является аналогом оригинальной английской телевикторины «Who Wants to Be a Millionaire?». Её регулярно смотрело до 40 % зрителей телеканала «НТВ» и до 30 % зрителей по России[26]. Одновременно, помимо выпусков с простыми зрителями, «НТВ» проводило праздничные спецпроекты: в них участвовали как известные телеведущие телеканала тех лет, так и звёзды политики, эстрады, кино и шоу-бизнеса[27][28].
- Начало массового производства российских телесериалов. Так, за год с конвейера сошли продолжения телесериалов «Улицы разбитых фонарей» («Менты»), «Агент национальной безопасности», «Убойная сила», а также экранизация детективных романов Александры Марининой «Каменская»[29].
- Начало вещания итальянского телеканала «Rai Edu Lab 2».
- Начало вещания вьетнамского международного телеканала «VTV4».
- Начало вещания ярославского телеканала «ЯТС».
- Ребрендинг харьковского телеканала «Тонис-Центр» («Tonis») в «Седьмой канал».
- На платформе «НТВ-Плюс» началось вещание телеканалов Discovery-Adventure (в настоящее время — TLC), Sci-Trek (в настоящее время — Science Channel) и Civilization (в настоящее время — Discovery World) на русском и английском языках[2].
- В течение января 2000 года почти во всех программах сменилась основная открывающая заставка телекомпании ВИD: новая заставка содержала небольшое изображение маски на черном фоне с желтой полосой. Старая заставка с большой маской на черном фоне эпизодически использовалась в первой половине года в качестве открывающей (в начале передач) и до октября 2002 года в качестве закрывающей (в конце передач).
- Борьба за лицензии телекомпаний ОРТ и ТВЦ. Их частоты были выставлены на конкурс по причине истечения срока действия старых. Конкурентом ОРТ стала телекомпания «РТР-Сигнал», конкурентами ТВЦ были телекомпании ВИD, АТВ, ТНТ, «Московия» и REN-TV (впоследствии отозвала свою заявку)[5][6].

## Скончались
- 9 марта — Артём Боровик — российский журналист, телеведущий («Взгляд»), президент холдинга «Совершенно секретно»; авиакатастрофа[30].
- 15 июня — Григорий Горин — ТВ-Ведущий (Клуб «Белый попугай»), сердечный приступ.